# Đá Lớn
Đá Lớn (tiếng Anh: Discovery Great Reef; tiếng Filipino: Paredes; tiếng Trung: 大现礁; bính âm: Dàxiàn jiāo, Hán-Việt: Đại Hiện tiêu.) là một rạn san hô vòng thuộc cụm Nam Yết của quần đảo Trường Sa. Đá này nằm cách bán đảo Cam Ranh 286 hải lý, nằm về phía tây tây nam của đảo Nam Yết khoảng 32 hải lý, nằm về phía tây bắc của đảo Sinh Tồn khoảng 30 hải lý.
Đá Lớn là đối tượng tranh chấp giữa Việt Nam, Đài Loan, Philippines và Trung Quốc. Việt Nam đưa quân đồn trú trên đá này từ ngày 6 tháng 2 năm 1988. Về mặt hành chính thì đá này là một phần của xã Sinh Tồn, huyện Trường Sa, tỉnh Khánh Hòa. 

## Đặc điểm

### Địa lý
Bãi đá san hô Đá Lớn nằm chạy dài theo hướng Bắc - Nam với chiều dài là 8,2 hải lý (15,2 km) nhưng chiều rộng chỉ gần 1 hải lý (1,7 km), diện tích khoảng 24.8 km2.
Thềm san hô của đảo khép kín, ở bên trong bãi có 1 hồ, lòng hồ có chiều dài khoảng 10 km, chiều rộng khoảng 1 km. Diện tích nền san hô của Đá Lớn vào khoảng 20.7 km2. Khi thủy triều lên cao toàn bãi ngập nước, khi thủy triều xuống còn 0,5 m trên bãi có nhiều đá mồ côi nhô lên khỏi mặt nước. 

### Công trình nhân tạo
Trong thời kì 1988-1994, lực lượng Công binh Hải quân Việt Nam đã xây dựng ba nhà lâu bền tại ba điểm đóng quân trên đá Lớn. Đồng thời, họ còn mở một luồng để tàu thuyền có thể đi vào vụng biển của đá Lớn.
Hải quân Việt Nam đã đóng quân tại ba điểm trên đá Lớn, được đặt tên là Đảo Đá Lớn A, B, C, có tọa độ địa lí là (trong ngoặc là tọa độ địa lí ghi trên bia chủ quyền):
- Đảo Đá Lớn A: 10°01′24″B 113°51′17″Đ / 10,02333°B 113,85472°Đ (10°03′0″B 113°51′45″Đ / 10,05°B 113,8625°Đ)
- Đảo Đá Lớn B: 10°05′58″B 113°51′33″Đ / 10,09944°B 113,85917°Đ (10°07′0″B 113°52′30″Đ / 10,11667°B 113,875°Đ)
- Đảo Đá Lớn C: 10°00′44″B 113°50′41″Đ / 10,01222°B 113,84472°Đ (10°00′44″B 113°50′44″Đ / 10,01222°B 113,84556°Đ)

Trong đó Đảo Đá Lớn A có 3 tòa nhà và một sân đỗ trực thăng nối liên tiếp với nhau bằng cầu bê tông. Tại mỗi điểm đảo đều có một nhà văn hóa đa năng.
Theo AMTI thì từ cuối tháng 10 năm 2022, Việt Nam bắt đầu cải tạo tại điểm Đảo Đá Lớn A và nạo vét ở luồng vào vụng biển gần đó, đưa điểm này trở thành thực thể thứ 6 (bên cạnh đảo Nam Yết, Sơn Ca, Phan Vinh, Tiên Nữ, Thuyền Chài) trong đợt bồi đắp của Việt Nam ở quần đảo Trường Sa kể từ cuối năm 2021. Đảo Đá Lớn A tính đến tháng 1 năm 2025 được bồi đắp thành một đảo nhân tạo rộng khoảng 68 hectare, dài hơn 1.8km, rộng 400m. Từ đầu tháng 10 năm 2023, Việt Nam bắt đầu bồi đắp Đảo Đá Lớn C và Đảo Đá Lớn B.

## Lịch sử
Ngày 27 tháng 1 năm 1988, tàu HQ-611 và tàu HQ-712 của lữ đoàn 146, Vùng 4 Hải quân do đại tá Phạm Công Phán làm biên đội trưởng và trung tá Nguyễn Văn Dân (phó tham mưu trưởng Vùng 4) làm biên đội phó chỉ huy 1 đại đội công binh và 2 khung bảo vệ đảo tổ chức đóng giữ các bãi đá ở quần đảo Trường Sa gồm Đá Lớn, Đá Lát, Chữ Thập, Châu Viên.
Đến đảo Trường Sa Đông thì tàu HQ-611 hỏng máy dừng lại sửa chữa. Đêm ngày 30 ngày 1 tháng 1988, biên đội 2 tàu tiếp tục hành trình đến đá Chữ Thập. Sáng 31 tháng 1 năm 1988, khi 2 tàu cách Chữ Thập khoảng 5 hải lý thì phát hiện 4 tàu chiến của hải quân Trung Quốc (trong đó có 2 tàu hộ vệ tên lửa 502, 503) lao ra cắt mũi, ngăn cản không cho tiếp cận đảo, buộc 2 tàu phải quay về đảo Trường Sa Đông. Từ tàu HQ-611 đang sửa chữa tại Trường Sa Đông, trung tá Nguyễn Văn Dân nhận chuyển sang đi cùng tàu HQ-07 để thực hiện nhiệm vụ đóng giữ Đá Lớn.
Ngày 6 tháng 2 năm 1988, hai tàu HQ-611 và HQ-712 đưa lực lượng đổ bộ lên Đá Lớn.
Ngày 13 tháng 2 năm 1988, Lữ đoàn 125 cho tàu HQ-505 kéo theo tàu đổ bộ LCU-556 cùng một trung đội công binh làm nhà cao chân đóng giữ Đá Lớn.
Ngày 15 tháng 2 năm 1988, tàu HQ-505 đã đưa tàu đổ bộ LCU 556 tiến về phía bắc đảo Đá lớn và đóng chốt thành công.
Ngày 20 tháng 2 năm 1988 tàu LCU-556 đã vào được phía nam Đá Lớn. Cùng thời gian này, tàu Đại lãnh của công ty trục vớt cứu hộ Sài Gòn kéo tàu đổ bộ HQ-582 và pông-tông Đ02 đi Đá Lớn.
Ngày 1 tháng 3 năm 1988, pông tông Đ02 được kéo vào phía Bắc đảo Đá Lớn. 
Ngày 13 tháng 3 năm 1988, hoàn thành xây dựng nhà cấp 3 cho đảo. 